# Megan Amram
Pour les articles homonymes, voir Amram (homonymie).
Megan Amram est une scénariste, productrice et actrice américaine née le 3 septembre 1987 à Portland en Oregon.

## Filmographie

### Scénariste

#### PourLes Simpson
| Année | Titre                         | Titre original                 | Saison | Épisode | Réalisateur      |
| ----- | ----------------------------- | ------------------------------ | ------ | ------- | ---------------- |
| 2019  | Bart contre Itchy et Scratchy | Bart vs. Itchy & Scratchy      | 30     | 18      | Chris Clements   |
| 2019  | Cristal Bleu Persuasion       | Crystal Blue-Haired Persuasion | 30     | 23      | Matthew Faughnan |
| 2022  | Marge la brute                | Marge the Meanie               | 33     | 20      | Timothy Bailey   |

#### Autre
- 2011 : 83e cérémonie des Oscars
- 2011-2012 : Section Genius (7 épisodes)
- 2012 : 2012 MTV Movie Awards
- 2012-2015 : Parks and Recreation (40 épisodes)
- 2013 : Kroll Show (8 épisodes)
- 2013 : Sketchy (1 épisode)
- 2014 : Let's Get Physics Y'all
- 2015-2016 : Childrens Hospital (3 épisodes)
- 2016 : Silicon Valley (1 épisode)
- 2016-2019 : The Good Place (6 épisodes)
- 2018 : 90e cérémonie des Oscars
- 2018 : An Emmy for Megan (6 épisodes)

### Productrice
- 2016 : Silicon Valley (10 épisodes)
- 2016-2019 : The Good Place (37 épisodes)
- 2018 : An Emmy for Megan (6 épisodes)
- 2018 : Les Simpson (10 épisodes)

### Réalisatrice
- 2018 : An Emmy for Megan (6 épisodes)

### Consultante créative
- 2012-2015 : Funny or Die's Billy on the Street (4 épisodes)

### Actrice
- 2005 : Bigger Than the Sky : Extra
- 2012 : Section Genius : Hegel (1 épisode)
- 2013 : Parks and Recreation : Viv (1 épisode)
- 2013 : Sketchy (1 épisode)
- 2014 : Let's Get Physics Y'all
- 2015 : 52 Ways to Break Up : l'invitée à la radio (1 épisode)
- 2015 : The Shocking Truth About Planned Parenthood
- 2015 : Climate Change Deniers' Anthem
- 2015-2016 : The Adventures of OG Sherlock Kush : Jaclyn Ripper et la Reine (2 épisodes)
- 2018 : An Emmy for Megan (5 épisodes)
- 2019 : Crazy Ex-Girlfriend : le chat nostalgique (1 épisode)
- 2020 : End Times Girls Club : Megan